# Marcello Perracchio
Marcello Perracchio (Modica, 16 gennaio 1938 – Ragusa, 28 luglio 2017) è stato un attore italiano, noto al grande pubblico principalmente per il ruolo del dottor Pasquano nella serie televisiva italiana Il commissario Montalbano.

## Biografia
Attore attivo in teatro e in televisione, raggiunge la notorietà per l'interpretazione del personaggio del dottor Pasquano nella serie televisiva Il commissario Montalbano; nel 1975 esordisce invece al cinema diretto da Luigi Zampa nel film Gente di rispetto.
Muore il 28 luglio 2017 all'età di 79 anni.
Nell'ottobre del 2017 il Comune di Ragusa ha deciso di intitolare in suo nome la struttura comunale "Teatro Quasimodo" di via Ettore Fieramosca, oggi Teatro Comunale Marcello Perracchio.

## Curiosità
Dopo la morte dell’attore, la produzione della serie televisiva Il commissario Montalbano ha deciso di eliminare, deviando dalla narrazione di Camilleri, il personaggio del dottor Pasquano. Come nella vita reale così nella serie, nella puntata intitolata Un diario del ’43, il dottor Pasquano muore a seguito di una breve malattia.

## Filmografia

### Cinema
- Virilità, regia di Paolo Cavara (1974)
- Gente di rispetto, regia di Luigi Zampa (1975)
- Pizza Connection, regia di Damiano Damiani (1985)
- La donna della luna, regia di Vito Zagarrio (1988)
- Il giudice ragazzino, regia di Alessandro Di Robilant (1994)
- Nati stanchi, regia di Dominick Tambasco (2002)
- La matassa, regia di Giambattista Avellino, Salvatore Ficarra e Valentino Picone (2009) – cameo
- La lettera, regia di Luciano Mattia Cannito (2004)
- Mauro c'ha da fare, regia di Alessandro Di Robilant (2013)
- Italo, regia di Alessia Scarso (2014)

### Televisione
- La piovra, miniserie TV, regia di Damiano Damiani (1984)
- Il commissario Montalbano - serie TV, regia di Alberto Sironi (1999-2017)
- La voce del sangue - miniserie TV, regia di Alessandro Di Robilant (2001)
- Il bell'Antonio - miniserie TV, regia di Maurizio Zaccaro (2005)
- L'onore e il rispetto - serie TV, regia di Alessio Inturri, Luigi Parisi e Salvatore Samperi (2006)
- Eroi per caso - miniserie TV, regia di Alberto Sironi (2011)